# Zomeradonis
De zomeradonis (Adonis aestivalis) is een eenjarige plant die behoort tot de ranonkelfamilie (Ranunculaceae). Het aantal chromosomen is 2n = 32 of 48.

## Determinatie
De plant wordt 20–50 cm hoog en bloeit van mei tot juli met vermiljoenrode bloemen. De bloeiwijze is één bloem per bloemstengel of een enkelvoudig gevorkt bijscherm. De kelk zit tegen de uitgespreide kroonbladen aangedrukt. De bloemen zijn soms ook lichtgeel en hebben aan de voet vaak een donkere vlek. Het fijne blad is driedubbelveerdelig. De vrucht is een dopvrucht, die door dieren verspreid wordt.
| - Planten - Stengel met bladeren - Bloem - Kelk - Dopvruchten - Zaden |

## Ecologie
Zomeradonis staat op zonnige tot iets beschaduwde, warme, droge tot vochtige, mesotrofe, stikstofarme, zwak basische tot basenrijke, kalkrijke, vaak stenige klei- of leembodems. Ze groeit in graanakkers en op verstoorde grond, soms ook aan bosranden. Het is een kensoort van het naaldenkervel-verbond (Caucalidion). 
De soort werd vaak als adventief gevonden, vooral bij meelfabrieken, recent echter sporadisch door de betere zaadreiniging. 

## Verspreiding
Het natuurlijke verspreidingsgebied van zomeradonis omvat Eurazië. De plant heeft een hoofdzakelijk Zuid- en Midden-Europese verspreiding en bereikt in het noordwestelijke deel van haar verspreiding op het vasteland nog juist tot aan Nederland. 
De soort staat tegenwoordig op de Nederlandse Rode lijst van planten als in Nederland uit het wild verdwenen. Ze is vroeger aangetroffen bij Zoeterwoude, Nijmegen en Niezijl, soms met grote aantallen. De laatste keer dat ze op Nederlandse bodem in het wild is waargenomen betrof een vondst in 1936 bij Bemelen. In Vlaanderen dateert de laatste waarneming van 1902. In Wallonië kwam de plant voor in Lotharingen en het Maasdistrict tot 1950. Het verdwijnen van de plant heeft te maken met het zuiveren van het zaaigoed van het graan van akkeronkruidzaden.

## Giftigheid
De plant is zeer giftig door het voorkomen van glycosiden. In de plant komt 0,2–0,4% adonitoxine samen met cymarine voor en deze hoeveelheden zijn het hoogst tijdens de bloei.

## Gebruik
De plant wordt net als het verwante kooltje-vuur in de siertuin gebruikt. 
Verwarring met voorjaarsadonis kan vermeden worden door naar de bloemkleur en de vrucht te kijken. Ook deze Adonis wordt medicinaal gebruikt voor hartstimulatie en vroeger werden de gemalen wortels eveneens als braakmiddel gebruikt.

## Namen in andere talen
- Duits: Sommer-Adonisröschen
- Engels: Summer Pheasant's-eye, Pheasant's-eye
- Frans: Adonis d'été Goutte-de-sang

## Voetnoten
1. ↑  (en) Aantal chromosomen tropicos.org
2. ↑  Atlas van de flora van Vlaanderen en het Brussels gewest (art. : Wouter van Landuyt)
3. ↑  René van Moorsel, 2014, CC-BY-SA 3.0